# 貝瓦
貝瓦（ベワ、Beva）は、中国のアニメ、貝瓦儿歌に出てくる主人公キャラクター。

## 概要
ビーバーをイメージしたキャラクターであり、星形のペンダントをつけている。貝瓦は明るく活気があり、未知のものを探索することが好きである。勤勉で勇敢で、正義感が強く、人助けをすることも好き。想像力豊かで、頭の中のたくさんのアイデアを達成しようとしている。困難を乗り越えても萎縮することはない。

## プロフィール
- 名前：貝瓦
- 日本語名：ベワ
- 性別：男の子
- 英語の名前：Beva
- 生年月日：3001年7月17日
- 身長：120cm
- 性格：勇敢で熱心、幼稚な友達を作るのが好き、遊ぶのがなにより大好き。みんなが困難に遭遇したとき、冷静な一面を見せる。
- 特徴：青色の星形のペンダントを身につけている。ベワは危機を解決するときにペンダントの中の星の魔法を使い、解決する。

## 貝瓦の家族
- 贝拉（ベラ、妹）
- 贝美（ボーム、お母さん）
- 贝力（ベイリ、お父さん）

## 物語
ブランド「Beva（英語：BEVA）」は2009年初頭に設立された。それは現代の幼児とその両親のための、最初の父と母の喜びと責任を持つ、夢のある80年代のグループ。作成した。
Bevaはブランドのイメージスポークスマンであり、幸せな小さなビーバーのグループ。彼らの最も顕著な特徴は2つの大きな前歯と平らな大きなしっぽである。これらの2つの特徴は、ビーバーに驚くべき力を与え、それらを伐採の専門家にし、動物界で泳ぐものにする。
子供のための良いパートナーとして、「Beva」は短期間で生まれた、しかしそれは驚くべき結果を達成した。「Beva Children's Song」はすでに中国では有名な名前になった。Bevaブランドは社会と政府から幅広い注目と支持を受けている。